# Youth and Environment Europe
Youth and Environment Europe (YEE) ist das Netzwerk europäischer Jugendumweltorganisationen. Ziel von YEE ist es, Kinder und Jugendliche für den Umwelt- und Naturschutz zu motivieren und eine Plattform für die Kooperation der Jugendumweltorganisationen in Europa zu schaffen.

## Geschichte
YEE wurde als europäischer Ableger der International Youth Federation for Environmental Studies and Conservation (IYF) am 3. August 1983 in Stockholm gegründet. Das erste Büro von YEE befand sich in Kopenhagen. YEE wurde damals von 15 Mitgliederorganisationen der IYF gegründet. Vier Gründungsorganisationen sind auch heute noch Mitglied im YEE-Netzwerk: Fältbiologerna (Schweden), Liga Ochrony Przyrody (Polen), DJN (Deutschland) und JNM (Belgien).
1990 zog das YEE-Büro nach Utrecht in den Niederlanden, um näher an den damaligen Mitgliedsorganisationen in Mitteleuropa zu sein. Einige Jahre in den 1990ern existierte ein weiteres YEE-Büro auf Malta, um den neu dazu gekommenen Mitgliedsorganisationen im mediterranen Südeuropa besser gerecht werden zu können. 1998 zog das Büro schließlich nach Prag. 2001 gab es interne Auseinandersetzungen und Streit im Vorstand von YEE. Die Organisation des Jahrestreffens scheiterte fast an diesen Auseinandersetzungen. Die finanzielle Situation der Organisation war in dieser Zeit äußerst angespannt und der Generalsekretär trat schließlich von seinem Amt zurück. Seit dieser Krise erholt sich YEE sowohl in der Mitgliederstruktur, wie auch finanziell langsam wieder.
YEE spielt heute vor allem als Netzwerk zum Austausch der Organisationen neben bilateralen Beziehungen eine Rolle. Die Organisation selbst ist personell und finanziell wesentlich schlechter ausgestattet als viele ihrer Mitgliedsorganisationen.

## Arbeit
Die Arbeit der Organisation gliedert sich in zwei wesentliche Bereiche. Zum einen unterstützt YEE die Mitgliedsorganisation durch Informationsaustausch und das bestehende Netzwerk, zum anderen werden Schulungen zum Beispiel in nachhaltiger Entwicklung, Landschaftsplanung, Ökologie und Ökonomie, nachhaltigem Tourismus, Energie, Klimawandel und anderen Themen angeboten.
Weiterhin versucht YEE, die Aktionen seiner Mitglieder zu koordinieren und eigene Kampagnen zu organisieren.
YEE gibt regelmäßig einen Newsletter heraus und hält einmal im Jahr ein Jahrestreffen ab. Dieses Jahrestreffen ist gleichzeitig die Mitgliederversammlung.

## Mitglieder
Die Mitgliederstruktur bei YEE schwankt stark. Neben einigen etablierten Organisationen kommen kleinere oder regional tätige Vereine aus den Ländern Ost- und Südosteuropas dazu, treten aber auch wieder aus oder bleiben inaktiv. Die folgende Liste ist nur eine Auswahl von insgesamt über 30 Mitgliedsorganisationen, die entweder Vollmitglied sind oder assoziiert.
| Organisation                                  | Land                   | Mitgliedschaft | Internetadresse                |
| --------------------------------------------- | ---------------------- | -------------- | ------------------------------ |
| EDEN center                                   | Albanien               | Assoziiert     | www.eden-al.org                |
| ÖNJ – Die Österreichische Naturschutzjugend   | Österreich             | Vollmitglied   | www.oenj.at                    |
| Baobaby                                       | Tschechien             | Assoziiert     | www.baobaby.org                |
| JNM – Jeugdbond voor Natuur en Milieustudie   | Belgien                | Vollmitglied   | www.jnm.be                     |
| Natur & Ungdom                                | Dänemark               | Vollmitglied   | www.natur-og-ungdom.dk         |
| Luonto-Liitto                                 | Finnland               | Vollmitglied   | http://www.luontoliitto.fi     |
| Deutscher Jugendbund für Naturbeobachtung DJN | Deutschland            | Vollmitglied   | http://www.naturbeobachtung.de |
| Naturschutzjugend NAJU                        | Deutschland            | Vollmitglied   | http://www.naju.de             |
| Fältbiologerna                                | Schweden               | Vollmitglied   | http://www.faltbiologerna.se   |
| Look East Wild Earth lewe                     | Vereinigtes Königreich | Assoziiert     | www.lookeast.org.uk            |